# Ricongiunzione contributiva
La ricongiunzione contributiva ai fini pensionistici è il provvedimento con cui l'ente previdenziale presso cui il lavoratore desidera che siano sommati tutti i periodi contributivi, riconosce - ai fini del diritto e della misura del trattamento di pensione - la validità dei contributi accreditati a favore del lavoratore richiedente presso un altro ente o gestione previdenziale.
La ricongiunzione contributiva può essere o meno onerosa in quanto, a seconda dello schema pensionistico con formula delle rendite predefinita vigente nell'ente ricevente, può cambiare la riserva matematica necessaria per coprire la spesa pensionistica relativa e pertanto può essere sufficiente il semplice trasferimento dei contributi versati tra gli enti o può sorgere l'obbligo del pagamento di un onere a carico del richiedente.

## Funzione
Poiché l'esistenza di diverse gestioni previdenziali può comportare livelli di prestazioni pensionistiche diversi e aliquote contributive pensionistiche di finanziamento diverse, possono sorgere diverse situazioni per cui o si perde parte dei contributi o la ricongiunzione può essere particolarmente onerosa.
Tale istituto è a volte utilizzato per sfruttare i vantaggi del metodo di calcolo retributivo per cui, ricongiungendo i contributi presso alcune casse previdenziali, talvolta senza massimale di contribuzione, si riusciva ad ottenere un sostanziale incremento rispetto a quanto versato.

### Finalità
La ricongiunzione contributiva ai fini pensionistici è un istituto presente laddove gli enti previdenziali riflettono una filosofia di tipo corporativo.
Ciò avvenne nell'ordinamento italiano, ove il sistema pensionistico pubblico è gestito da oltre 40 enti previdenziali secondo il modello previdenziale corporativo fascista.
Ogni ente previdenziale è con gestione secondo il sistema pensionistico senza patrimonio di previdenza dove la pensione di vecchiaia è calcolata secondo un qualsiasi schema pensionistico con formula delle rendite predefinita.
Nel rispetto della teoria costituzionale nel diritto della previdenza sociale ogni prestazione viene erogata secondo quanto previsto dal rapporto giuridico previdenziale alla maturazione dei requisiti che possono essere l'età per il pensionamento di vecchiaia, i contributi obbligatori per le assicurazioni obbligatorie versati, i redditi conseguiti durante l'attività lavorativa, i contributi figurativi e tutti gli elementi registrati nel casellario centrale delle posizioni previdenziali attive.
Nel caso in cui un lavoratore abbia prestato attività lavorative che sono tutelate da diversi enti previdenziali, può accadere che non si arrivi al conseguimento, presso ciascun ente, dei requisiti minimi per il conseguimento della pensione di vecchiaia.

## In Italia
L'istituto della ricongiunzione fu introdotto in Italia per la prima volta con la legge 7 febbraio 1979 n. 29, che prevedeva in particolare:
- all'art. 1 legge la possibilità, per gli iscritti a gestioni previdenziali diverse dall'Inps, di trasferire i contributi versati alle predette gestioni previdenziali all'Inps, senza alcun onere a proprio carico;

- all'art. 2 la possibilità, per gli iscritti alla gestione previdenziale Inps, di trasferire i contributi versati all'Inps alle gestioni previdenziali diverse da quest'ultima, previo pagamento di un onere pari al 50% della cosiddetta "riserva matematica" (differenza tra i contributi versati nella gestione previdenziale di provenienza e i contributi teorici che si sarebbero versati nella gestione previdenziale verso la quale si intende operare la ricongiunzione).

L'art. 6 prevede la ricongiunzione gratuita dei contributi versati all'Inps, con il trasferimento degli stessi ad altra gestione previdenziale, nel caso di ex dipendenti di enti di diritto pubblico con gestione previdenziale Inps, successivamente soppressi.

### Ricongiunzione contributiva per i liberi professionisti
La legge 5 marzo 1990 n. 45 prevede la ricongiunzione dei contributi ai fini pensionistici da e verso le gestioni previdenziali dei liberi professionisti: la principale differenza rispetto alla casistica di cui sopra è che l'onere di ricongiunzione è a totale carico del richiedente.
Nuove norme del 2010 hanno reso estremamente onerosa la ricongiunzione, il cui costo può arrivare anche a 300.000 euro per cui in quel caso ci si avvale dell'istituto della totalizzazione.